# École cathédrale de Reims

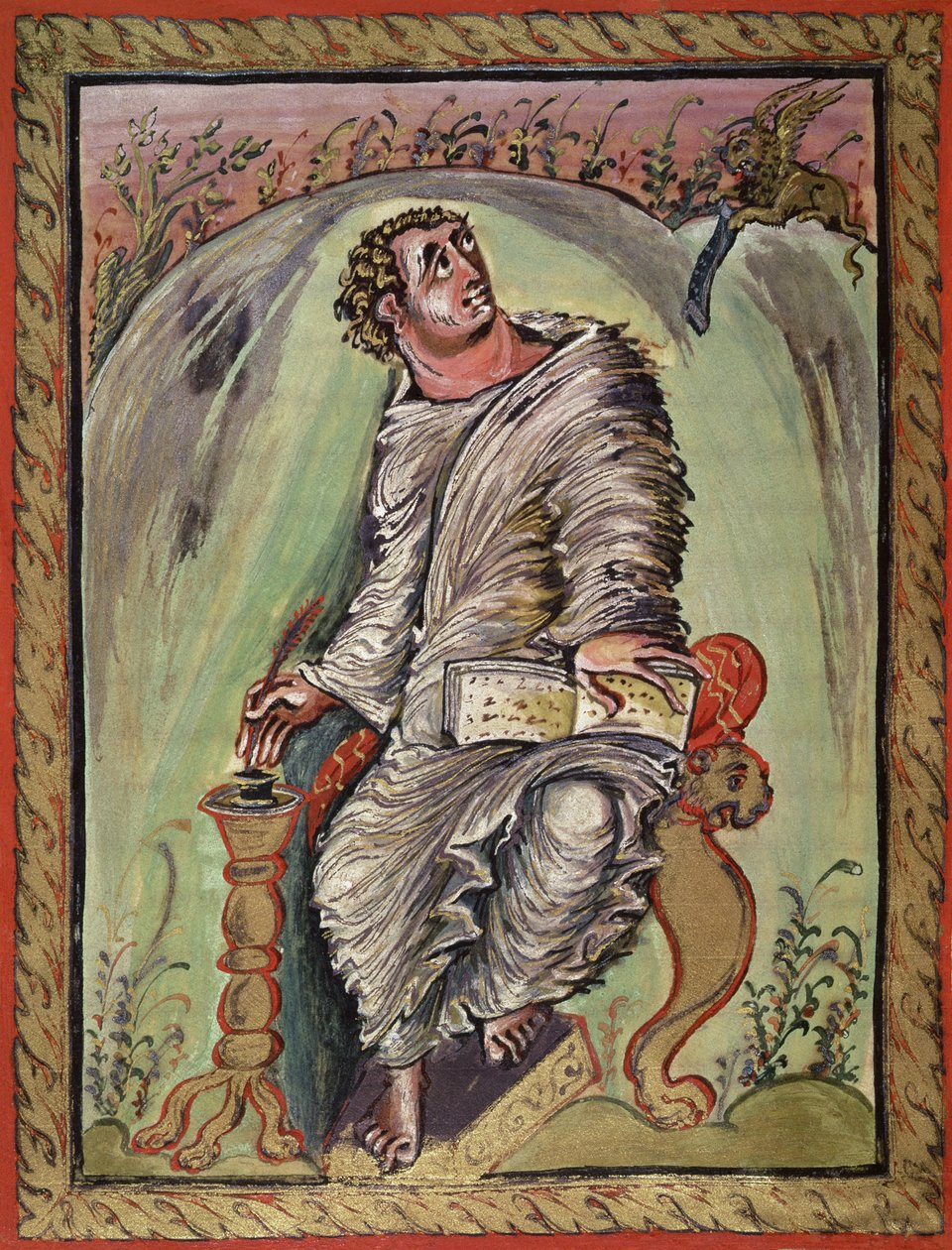
Marc dans l'Évangéliaire d'Ebbon (Figurine au trait en couleur)

L'école de Reims ou école cathédrale de Reims, née dans le contexte de la renaissance carolingienne, est l'une des plus importantes écoles cathédrales du Moyen Âge occidental du IXe au XIIe siècle. 
Le terme est également utilisé pour désigner un style artistique dans l'art carolingien, durable dans l'art ottonien dans des œuvres telles que les figures en relief en or sur la couverture du Codex Aureus d'Echternach, qui en fait ont été probablement réalisées à Trèves dans les années 890. Dans son diocèse, l'archevêque Ebbon (mort en 851) promeut la production artistique, particulièrement à l'abbaye d'Hautvillers. Parmi les œuvres majeures probablement réalisées au IXe siècle, citons : l'Évangéliaire d'Ebbon (816–835), le Psautier d'Utrecht, qui était peut-être le plus important de tous les manuscrits carolingiens, et le Physiologus de Berne.

## Un premier apogée sous Gerbert
Fondée par Fulcon chorévêque d'Ebbon, restaurée par Foulques le Vénérable (822-900), l'école attire de grands noms tels que Hincmar, archevêque de Reims entre 845 et 882, le chroniqueur Flodoard (vers 893-966), Richer, moine de Saint-Rémi (décédé après 998) et Gerbert d'Aurillac (vers 946-1003), qui devint archevêque de Reims et plus tard le pape Sylvestre II. Peu de temps après le départ de Gerbert, l'école perd de sa notoriété et il en existe peu de traces dans la première moitié du XIe siècle. 

## Un second apogée sous Hériman et Bruno
Elle regagne une renommée considérable à partir du milieu du XIe siècle sous la direction du chancelier Hériman. Aucun des écrits d'Hériman ne survint jusqu'à nous, mais ses contemporains le décrivent comme un grand savant. Il eut notamment comme élève Bruno de Cologne. La démission de son poste pour se retirer dans un monastère fait qu'en 1057, l’archevêque Gervais confie à Bruno la direction de l'école. Bruno qui y enseigne les arts libéraux et la théologie, exerce cette charge d'écolâtre pendant vingt ans, et compte parmi ses élèves Odon  qui devint pape sous le nom d’Urbain II, Robert de Bourgogne qui devint évêque de Langres, ou encore Rangier, futur cardinal et archevêque de Reggio de Calabre.
Gervais, qui meurt en 1067 est remplacé par un homme sans scrupules, Manassès de Gournay. Celui-ci est plus préoccupé par les biens matériels que par sa charge d'archevêque. Voulant avoir, malgré tout, l'estime du clergé, il nomme Bruno chancelier de la cathédrale et directeur de toutes les écoles de Reims, ce qui n'empêche pas ce dernier de dénoncer la simonie de l'archevêque, ce qui lui fait perdre ses prébendes et sa fonction de chancelier en 1076-1077, contraignant Bruno à l'exil après avoir vécu pendant une trentaine d'années à Reims. Renonçant au prestige dont jouissait l'école de Reims et à une certaine aisance matérielle, il sera à l'origine de la fondation de la Grande Chartreuse. 
De 1076 à 1094 environ, le chancelier de l'école est le poète Godefroid de Reims qui maintient la haute réputation de l'école. Après ce dernier, l'école décline à nouveau. Le chancelier Odolric, très impliqué dans les conflits politiques de la région devint archevêque de Lyon mais il ne reste de lui aucune trace d'impact positif sur l'école. À la même époque, voisine de Reims, l'école de Laon, dirigée par le savant Anselme, éclipse l'école en importance régionale.

## Le dernier éclat avec Albéric
Reims renoue avec son rayonnement international après la mort d'Anselme en 1117, lorsque son élève le plus en vue, Albéric, retourne dans son Reims natal pour diriger l'école, qui accueille alors des grands noms de la vie intellectuelle du XIIe siècle, tels Pierre Lombard, Pierre le Chantre, peut-être Otton de Freising. 
Au XIIIe siècle, l’école cathédrale n'est plus qu'une école provinciale, les meilleurs clercs même régionaux, comme Robert de Sorbon, la délaissent au profit des écoles de Paris.